# Azygia longa
Azygia longa är en plattmaskart. Azygia longa ingår i släktet Azygia och familjen Azygiidae. Inga underarter finns listade i Catalogue of Life.